# Meringer Au
Die Meringer Au ist eine Gemarkung in Augsburg-Haunstetten-Siebenbrunn.
Sie liegt vollständig im südlichen Teil des Naturschutzgebiets Stadtwald Augsburg.

## Geschichte
Die Meringer Au war im Besitz des Herzogtums Bayern und eine wichtige Mastzone für aus Ungarn importierte Ochsen. Im 17. Jahrhundert betrug die Aufnahmekapazität 700 Tiere.